# Hängfärjan i Bizerte
Hängfärjan i Bizerte (franska: Pont transbordeur de Bizerte) var en hängfärja över hamninloppet till Bizerte i den dåvarande franska kolonin Tunisien.
Hängfärjan i Bizerte konstruerades av Ferdinand Arnodin och uppfördes 1898.
Pylonerna var drygt 50 meter höga och bar en tvärkonstruktion som var 109 meter lång. Gondolen kunde ta omkring 40 personer.
Hängfärjan demonterades 1907 i samband med att inloppskanalen till Bizertesjön vidgades och transporterades till Brest i Frankrike. Där återuppfördes den 1908 som Hängfärjan i Brest och öppnade 1909. 

## Bildgalleri

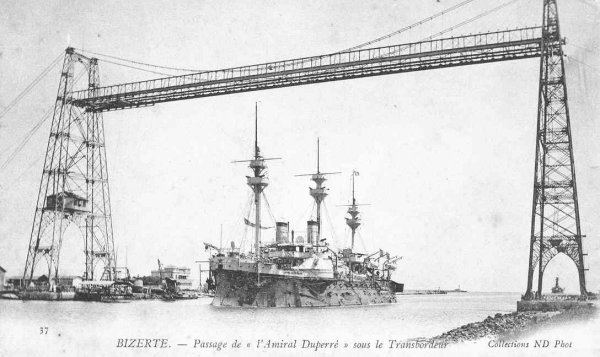
Hängfärjan i Bizerte